# Герб Буенос-Айреса
Герб Буенос-Айреса є офіційним символом столиці Аргентини, що використовується урядовими установами міста. Сучасний варіант гербу було обрано за результатами конкурсу й ухвалено міським законом 1997 року.